# Kairos (chór)
Kairos – powstały w 1999 roku męski zespół wokalny z Lublina śpiewający muzykę kontemplacyjną. Założycielem i dyrygentem zespołu jest Borys Somerschaf. Grupa ma w swoim repertuarze głównie śpiewy cerkiewne oraz greckie, ormiańskie i gruzińskie pieśni liturgiczne. W 2003 roku wydała album O głęboka tajemnico ..., na którym znalazło się 18 utworów poświęconych tej tematyce. Zespół brał udział w nagraniach ścieżki dźwiękowej do filmów Wiedźmin (2001) i Quo vadis (2001). Jest laureatem nagród m.in. Ogólnopolskiego Turnieju Chórów „Legnica Cantat” (w 1995 i 1996), Festiwalu Trzech Kultur we Włodawie (2003), Międzynarodowego Festiwalu Muzyki Cerkiewnej w Hajnówce (w 2005).